# (185498) Majorcastroinst
(185498) Majorcastroinst es un asteroide perteneciente al cinturón de asteroides, descubierto el 17 de septiembre de 2007 por el equipo del Observatorio Astronómico de Mallorca desde el Observatorio Astronómico de La Sagra, Puebla de Don Fadrique (Granada), España.

## Designación y nombre
Designado provisionalmente como 2007 SN, fue nombrado por el Instituto de Astronomía y Astronáutica de Mallorca (IAAM), una institución científica fundada para promover la ciencia y la tecnología en la sociedad balear.

## Características orbitales
Está situado a una distancia media del Sol de 2,388 ua, pudiendo alejarse hasta 2,996 ua y acercarse hasta 1,781 ua. Su excentricidad es 0,254 y la inclinación orbital 7,647 grados: emplea 1348,05 días en completar una órbita alrededor del Sol.

## Características físicas
Su magnitud absoluta es 16,23.